# 宝河局

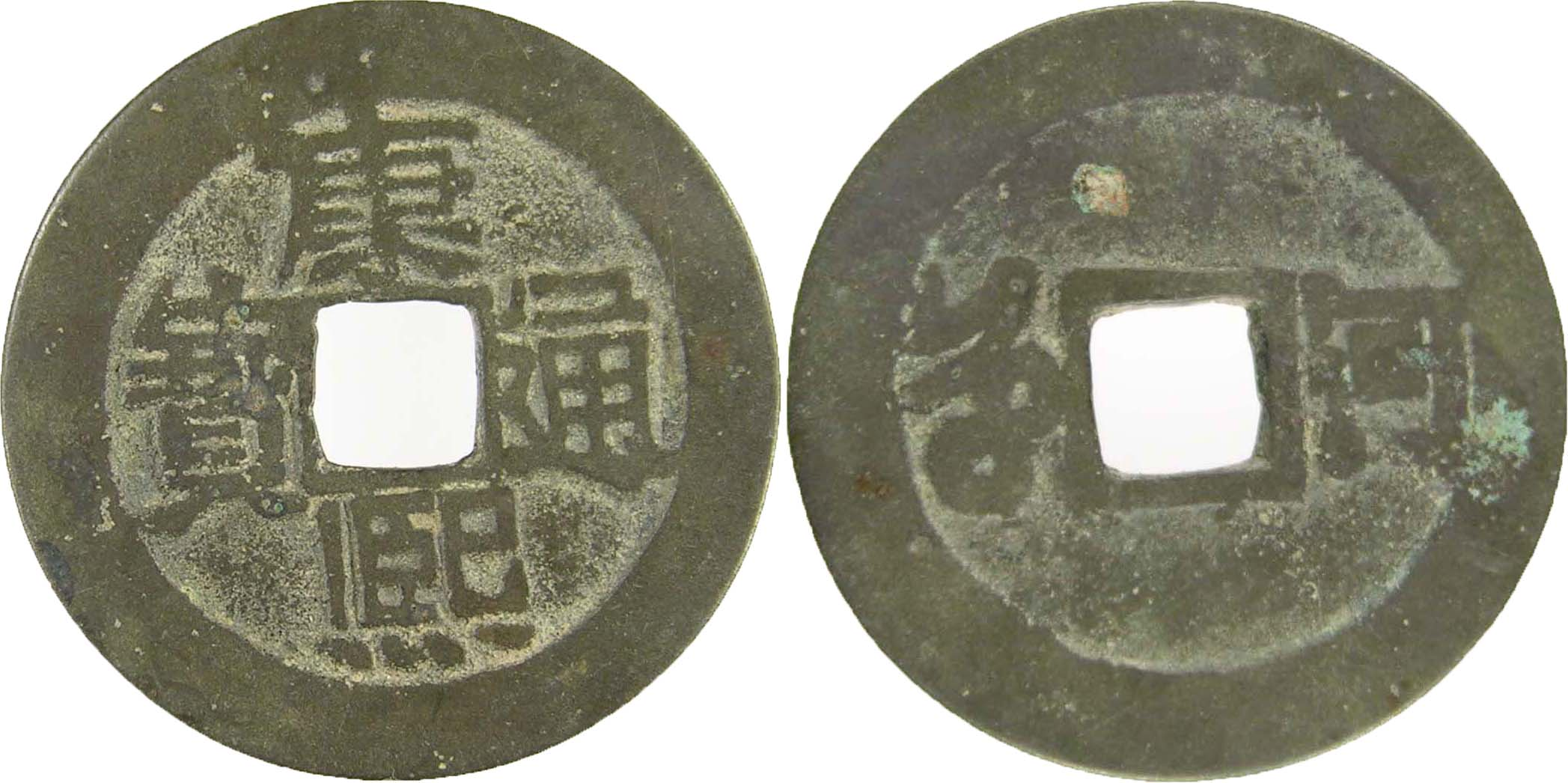
康熙通宝背满汉“河”字钱

宝河局，原称河南省铸钱局，清代在河南省开封府设立的一所铸造制钱的铸钱局。顺治四年（1647年），清政府在开封南关设立铸钱局，称“河南省局”，雍正年间更名为“宝河局”，直到清末。清政府为调节货币流通量，曾多次将宝河局关停，其中最长的一次停铸是雍正末年，历乾隆、嘉庆、道光三朝，停铸一百二十多年。咸丰四年（1854年），宝河局重新开铸，至光绪年间停铸未再重开。
为河南省流通所需的制钱多为河南省局和宝河局提供，该局铸有顺治通宝、康熙通宝、雍正通宝、咸丰通宝、咸丰重宝、咸丰元宝、同治通宝、光绪通宝等多种年号钱，顺治通宝的记局背文有汉字“河”、“河一厘”和满汉“河”三种，康熙通宝的是满汉“河”，之后的为满文“宝河”。

## 历史
河南省局设立于顺治年间，其开铸的第一种钱币是顺治通宝背单字记局式钱，也就是所谓的顺治二式，但其开铸的具体年份，各资料有所不同：乾隆年间成书的《清朝通志》记载该局开铸于顺治四年（1647年），乾隆年间成书的《清朝文献通考》和布威纳所著《清钱编年谱》记载也是顺治四年:43，但咸丰年间成书的《制钱通考》记载为顺治元年（1644年）:11。《制钱通考》的说法与官方文献的记载不相符，且与顺治一式的铸造时间无法衔接。:10《河南省志》和佟昱著《顺治通宝钱谱》都认同顺治四年的说法。河南省局所铸顺治单字记局式钱的背文有穿上“河”字和穿右“河”字两种，其中穿上铸造时间较晚一些。:15-17:72-73
顺治十年（1653年），清政府改铸每文重一钱二分五厘的顺治通宝一厘钱，这种制钱的特点是钱背穿左铸有汉字“一厘”，穿右铸有一个汉字记局，河南省局的记局汉字为“河”。顺治十四年（1657年），清政府仅开宝泉、宝源两京局改铸每文重一钱四分的顺治通宝背满文式钱，河南省局随其他各省镇钱局停铸。:23-25顺治十七年（1660年），河南省局等十五个地方钱局复开铸钱，每文重量也是一钱四分，被称为顺治背满汉文式钱或顺治五式，河南省局所铸的这种钱币的背文以满汉文“河”字记局。:11-12:72-73
康熙元年（1662年），清政府开铸“康熙通宝”钱，但除宝泉局和江宁府局二局之外的其他各钱局均停铸。康熙六年（1667年），户部题准复开各省钱局，河南省局所铸“康熙通宝”背面有满汉文“河”记局。康熙九年（1670年），河南省局等多个钱局停铸。:34-36:81雍正七年（1729年），河南省局复开，铸造“雍正通宝”钱。康熙六十一年（1722年）清世宗雍正继位后规定各省仅留一所铸钱局，且钱文均用满文。河南省局改名宝河局并开铸雍正钱，所用背文为满文“宝河”。雍正九年（1731年），宝河局停铸。:90,95
咸丰四年（1854年），清政府奏准河南省新建宝河局铸造咸丰钱，由粮盐道督办监铸。同年闰七月初二日（8月25日），设炉始铸，有当千、当五百、当百、当五十、当十等各种不同规格。当十大钱重四钱四分，当五十重一两二钱，当百重一两四钱，当五十、当十大钱的面文为“咸丰重宝”，当百及以上大钱的面文为“咸丰元宝”。后来当千、当五百大钱，当百、当五十大钱先后停铸，宝河局专铸当十大钱。同年，河南省在怀庆府河内县（今焦作沁阳）设炉试铸铁钱。咸丰五年（1855年），当十大钱停铸。同年十一月二十五日（1865年1月2日），省局开铸铁钱，准民众使用货币时混入两成铁钱。咸丰九年（1859年），省局和怀局均停铸。存世的宝河局咸丰钱有小平、当十、当五十、当百、当五百、当千六种记值等级，材质则有铜、铁、铅三种材质，其中小平钱多为铁钱。:356-357:186-197
同治、光绪年间，宝河局曾铸有同治通宝和光绪通宝钱。光绪三十年（1904年），河南铜元局建立，开铸铜元。随着铜元的兴起，制钱逐渐衰落。